# Farnaz Ghazizadeh
Farnaz Ghazizadeh (en persan : فرناز قاضی‌زاده), née le 3 décembre 1974 à Téhéran, est une journaliste et animatrice de télévision iranienne. Elle travaille depuis 1999 à la BBC Persian Television.